# Gili Kohenová
Gili Kohenová (hebrejsky גילי כהן‎; * 18. července 1989 Lod) je izraelská novinářka, která od roku 2017 působí jako politická zpravodajka Izraelské vysílací společnosti.

## Životopis
Narodila se v roce 1989 v Lodu a vyrůstala v Šohamu. Vojenskou službu absolvovala jako válečná zpravodajka a později jako redaktorka zpravodajství časopisu ba-Machane. Za svou službu získala v roce 2009 ocenění.
Po propuštění z armády v roce 2010 pracovala jako reportérka deníku Ha'arec v Šaronské planině a Šefele. Následující rok byla jmenována válečnou zpravodajkou tohoto deníku. V rámci své pozice v deníku pokrývala různé vojenské události, včetně operace Lité olovo a operace Ochranné ostří.
V lednu 2017 se zúčastnila 10. mezinárodní konference Ústavu pro národní bezpečnostní studia.
Dne 29. října 2017 přešla z deníku Ha'arec do Izraelské vysílací společnosti, kde začala pracovat jako politická zpravodajka. Působí také jako náhradní moderátorka pořadů této společnosti, včetně pořadů ha-Olam ha-jom a Erev erev. Od března 2022 uvádí týdenní pořad společně s bývalým mluvčím Izraelských obranných sil Ronenem Manelisem.
Vystudovala politologii na Telavivské univerzitě.
Je provdaná za Binjamina Tobi'ase, filmového kritika deníku Jedi'ot achronot, a je matkou syna. Žijí v Giv'atajim.